# Maorischnäpper
Der Maorischnäpper (Petroica macrocephala), in Neuseeland Tomtit genannt, ist ein neuseeländischer Singvogel aus der Familie der Schnäpper.

## Merkmale
Der 13 cm lange und 11 g schwere Maorischnäpper ist ein Vogel mit großem Kopf und kurzem Schwanz.
Das Männchen ist am Kopf und Rücken dunkel, an der Unterseite weiß gefärbt. Kehle und Brust sind gelblich, in den schwarzen Flügeln erscheint eine weiße Flügelbinde. Das Weibchen ist an der Oberseite braun und an der Unterseite blasser gefärbt.
Die einzelnen Unterarten sehen zum Teil sehr unterschiedlich aus, so ist die Unterart Petroica macrocephala dannefaerdi, die auf den Snaresinseln vorkommt, völlig schwarz.

## Vorkommen
Dieser Standvogel bewohnt Wälder und offene Waldlandschaften in Neuseeland.

## Verhalten
Der Maorischnäpper zeigt kaum Furcht vor Menschen und verhält sich neugierig bis aggressiv. Seine Nahrung besteht vorwiegend von Wirbellosen, die er auf Bäumen oder am Boden sucht. Im Herbst und Winter frisst er auch kleine Früchte.

## Fortpflanzung
Der Maorischnäpper bleibt in der Regel ein Leben lang mit seinem Partner zusammen im selben Revier.
Während der Brutzeit von August bis Januar baut das Weibchen ein unförmiges Nest in einer Baumhöhle, auf einem abgebrochenen Ast oder zwischen dicken Schlingpflanzen. Es besteht aus Zweigen, Rindenstücken, Federn und Moos und wird mit Spinnweben zusammengehalten. Während des Bebrütens der drei bis fünf Eier wird das Weibchen vom Männchen gefüttert. In einer Saison wird bis zu zweimal gebrütet.